# Ventasso
Ventasso är en kommun i provinsen Reggio Emilia i regionen Emilia-Romagna i Italien. Kommunen hade 4 130 invånare (2018).
Ventasso bildades den 1 januari 2016 genom en sammanslagning av de tidigare kommunerna Busana, Collagna och Ligonchio och Ramiseto.